# Scuderia Toro Rosso STR13
O Scuderia Toro Rosso STR13 é o modelo de carro de corrida construído pela equipe Scuderia Toro Rosso para a disputa da temporada de 2018, pilotado por Pierre Gasly e Brendon Hartley.
O lançamento do carro ocorreu em 26 de fevereiro.

## Pré-Temporada
A STR foi a maior surpresa da pré-temporada. O pessoal da Sauber deve ter ficado contente com a STR trocar a unidade motriz Renault pela Honda. É provável que pensaram que não seriam mais os últimos colocados no grid, papel que seria ocupado pela STR-Honda, diante do que os japoneses fizeram com a McLaren.
Mas depois de oito dias de ensaios em Barcelona uma dura realidade emergiu para a Sauber: é pouco provável que a STR seja a última. A nova versão da unidade motriz japonesa mostrou-se eficiente como nunca, embora tenha ficado claro, agora, que o chassi da McLaren tenha contribuído de forma decisiva para o fracasso da Honda de 2015 a 2017.
Estamos falando de um teste, por isso é preciso esperar até que o mundial comece para saber se esse surpreendente avanço da STR-Honda é mesmo real, como parece provável.
O chassi do modelo STR13, coordenado pelo conceituado James Key, mostrou que nasceu veloz. Nem mesmo a pouca experiência de seus pilotos foi suficiente para impedi-los de serem relativamente rápidos e acumular impressionantes 3.817 quilômetros, como mencionado menos apenas de Mercedes e Ferrari.
Em vez de Gasly e Hartley lutarem para não caírem fora já no Q1 da classificação, como era a projeção mais lógica para a STR-Honda, faz sentido acreditarmos que seus pilotos têm chances até de, eventualmente, marcar pontos nas primeiras corridas, apostando no que a Honda tinha de menos, confiabilidade, e agora, ao menos pelo visto nos testes, está sobrando. A verificar.
Só recordando que entre os pilotos de Mercedes, Ferrari e Red Bull Racing já são seis posições, e entre Renault, McLaren, Force India e Haas, outras oito, e na F1 apenas os dez primeiros marcam pontos.
Christian Horner e Helmut Marko, da direção da RBR, devem responder a Renault até o fim de maio se vão continuar competindo com a unidade motriz francesa. Ambos estão de olho nesse inesperado desenvolvimento da Honda. Se os japoneses mostrarem que podem chegar no nível da Mercedes, a RBR vai trocar a unidade motriz Renault pela Honda. E com ela vem o apoio de fábrica, disposto a investir no time 60 milhões de libras (R$ 300 milhões), como fazia com a McLaren e não é o caso da STR.
A STR tem uma chance de disputar um bom começo de temporada, mesmo levando em consideração a reestruturação dos times que estão na sua frente, Renault e McLaren, em especial, para não mencionar a Haas, tema do próximo capítulo.

## Raio X
O motor Honda surpreendeu a pré-temporada pela resistência, com os pilotos tendo boa quilometragem, e o novo carro da STR mostrou ainda boa velocidade. Resta confirmar o potencial durante a temporada.